# أندرو والكر
أندرو والكر (بالإنجليزية: Andrew Walker)‏ (و. 1979 – م) هو ممثل، ومنتج أفلام، من كندا، ولد في مونتريال.

## وصلات خارجية
- أندرو والكر على موقع IMDb (الإنجليزية)
- أندرو والكر على موقع ألو سيني (الفرنسية)
- أندرو والكر على موقع أول موفي (الإنجليزية)
- أندرو والكر على موقع قاعدة بيانات الفيلم (الإنجليزية)
- أندرو والكر على موقع كينوبويسك (الروسية)
- أندرو والكر على موقع كينوبويسك (الروسية)